# 메밍겐

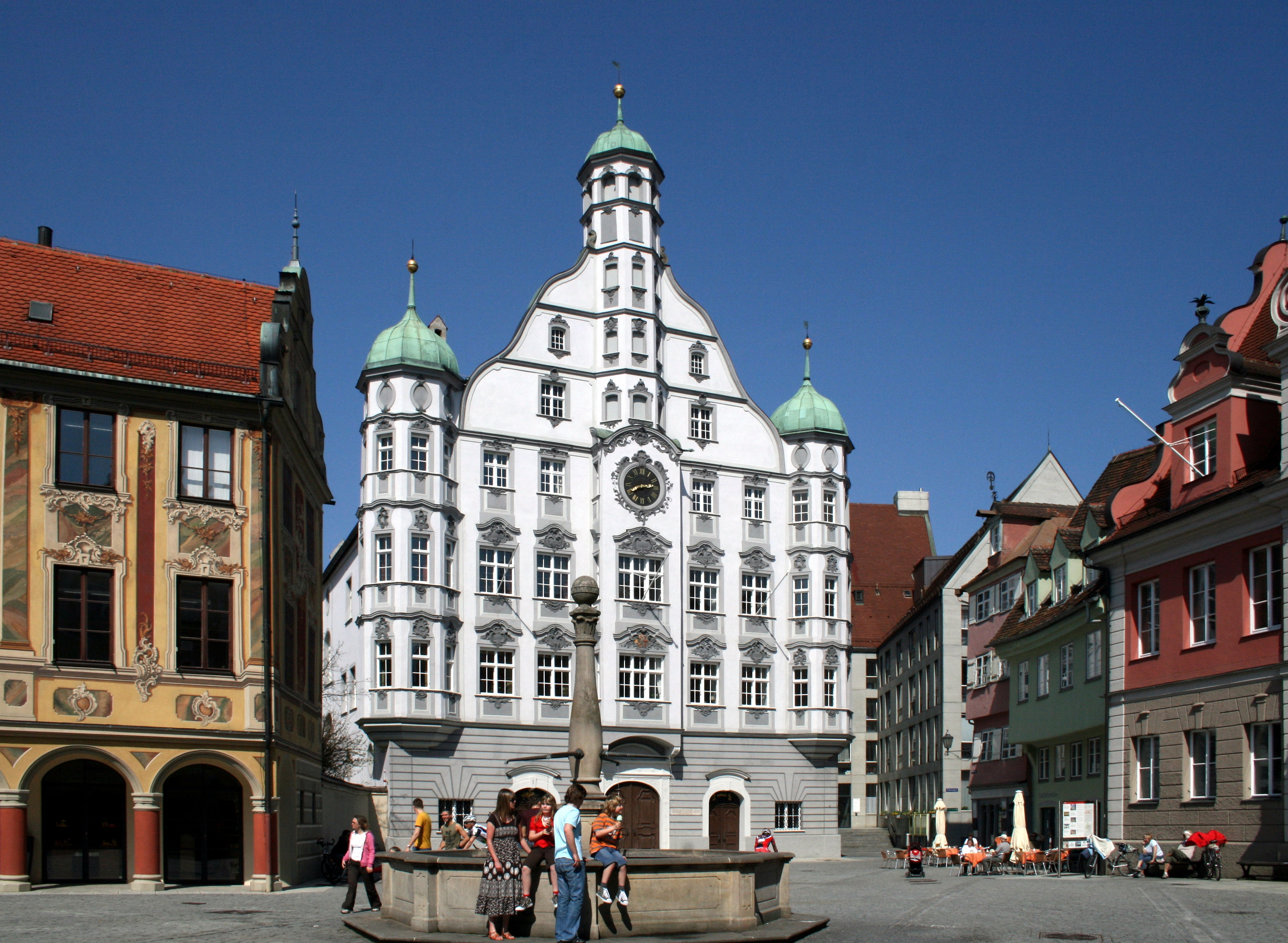
메밍겐 시청

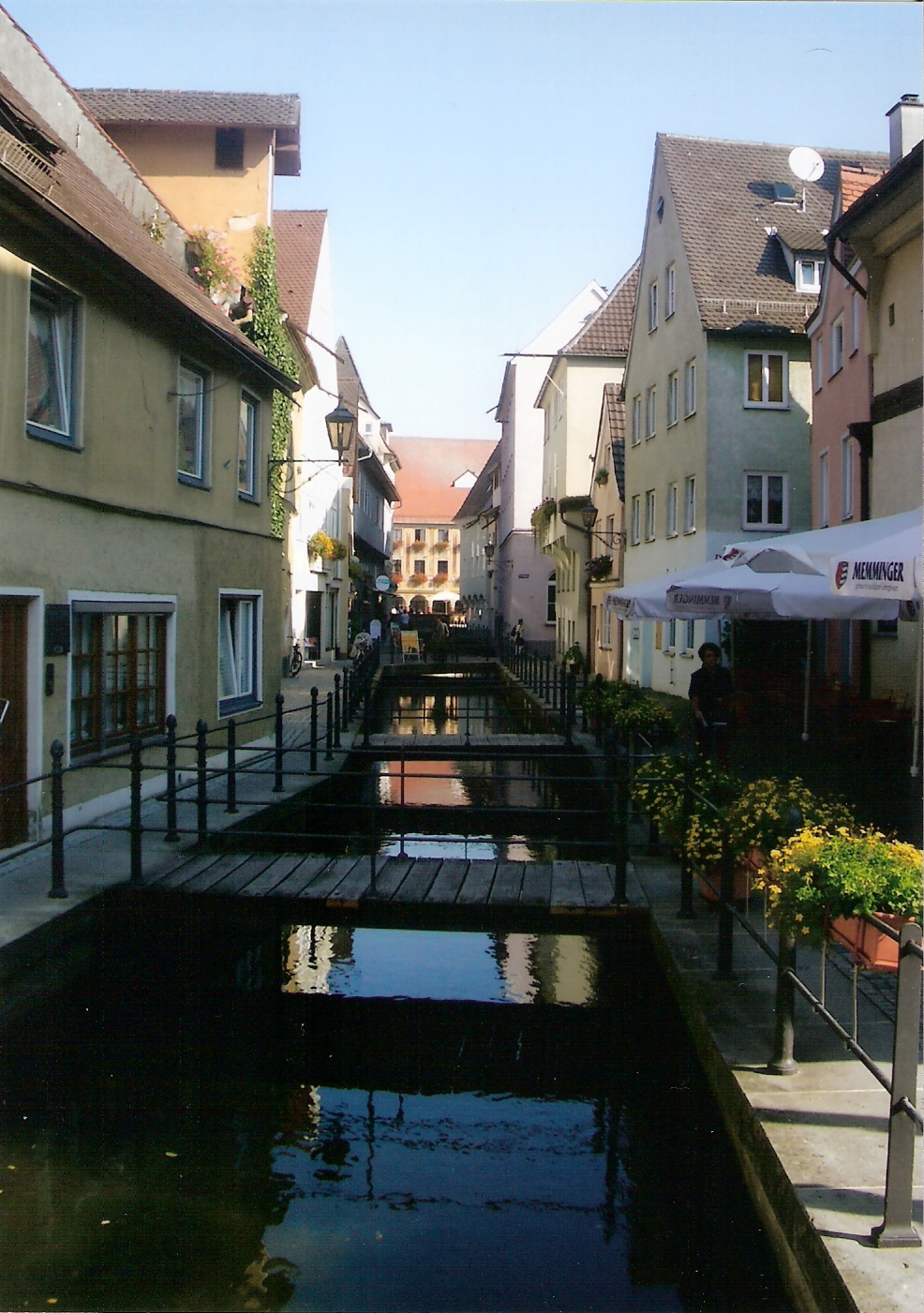
메밍겐 시내를 흐르는 일러강

메밍겐(독일어: Memmingen)은 독일 바이에른주에 위치한 도시로 면적은 70.17 km2, 인구는 41,772명(2013년 12월 31일 기준), 인구 밀도는 600명/km2이다. 행정 구역상으로는 슈바벤현에 속한다.
바덴뷔르템베르크주와의 경계 지점에 위치하며 시내에는 일러강이 흐른다. 울름에서 남쪽으로 50 km, 뮌헨에서 서쪽으로 100 km 정도 떨어진 곳에 위치한다.

시 문장

## 출신 인물
- 마리오 괴체
- 홀거 바트슈투버
- 프란츠 로트

## 자매 도시
- 미국 글렌데일
- 이탈리아 테라모
- 프랑스 오슈
- 독일 아이슬레벤
- 이스라엘 키르야트시모나
- 오스트리아 리첼스도르프
- 우크라이나 체르니히우